# Drawing Closer
Drawing Closer (Originaltitel: 余命一年の僕が、余命半年の君と出会った話。) ist ein japanisches Liebesdrama aus dem Jahr 2024, basierend auf dem Roman Yomei Ichinen to Senkoku Sareta Boku ga, Yomei Hantoshi no Kimi to Deatta Hanashi von Aoi Morita. Am 27. Juni 2024 nahm der Streamingdienst Netflix den Film weltweit in sein Angebot auf.

## Handlung
Als bei dem 17-jährigen Schüler Akito eine unheilbare Herzkrankheit diagnostiziert wird und er erfährt, dass er nur noch etwa ein Jahr zu leben hat, wird er mit der schmerzlichen Gewissheit konfrontiert, dass ihm nicht mehr viel Zeit auf Erden bleibt und er sich mit der Frage auseinandersetzen muss, wie er die letzten Monate seines Lebens gestalten möchte. Inmitten seiner Verzweiflung lernt er Haruna kennen, die ebenfalls unheilbar krank ist und obwohl die Ärzte ihr nur noch sechs Monate zu leben geben, weiterhin eine unerschütterliche Lebenshaltung besitzt und dem Tod tapfer entgegensieht. Akito findet einen neuen Sinn im Leben: Er will Haruna die Zeit, die ihr noch bleibt, so angenehm wie möglich machen und ihr Freude bereiten, während er seine Krankheit gegenüber Haruna verheimlicht. Im Laufe der Zeit fühlt sich Akito immer mehr zu Haruna hingezogen und stellt sich die herzzerreißende Frage: Soll er den nächsten Schritt wagen, obwohl er weiß, dass sich ihre kurze gemeinsame Zeit mit jedem Tag einem unausweichlichen, traurigen Ende nähert?

## Besetzung und Synchronisation
Die deutschsprachige Synchronisation entstand nach dem Dialogbuch sowie unter der Dialogregie von Heike Kospach durch die Synchronfirma VSI Synchron in Berlin.
| Rolle                 | Schauspieler     | Synchronsprecher  |
| --------------------- | ---------------- | ----------------- |
| Akito Hayasaka        | Ren Nagase       | Nicolas Rathod    |
| Haruna Sakurai        | Natsuki Deguchi  | Magdalena Höfner  |
| Haruna Sakurai (jung) | Kotoka Maki      | Leyla Görgülü     |
| Ayaka Miura           | Mayū Yokota      | Hedda Erlebach    |
| Ayaka Miura (jung)    | Halo Asada       | Nihal Görgülü     |
| Eri Fujimoto          | Kyōka Shibata    | Emilia Raschewski |
| Shōta Murai           | Ikuho Akiya      | Till Flechtner    |
| Natsumi Hayasaka      | Rui Tsukishima   | Milena Rybiczka   |
| Itsumi Hayasaka       | Nene Ōtsuka      | Anita Hopt        |
| Kazuki Hayasaka       | Tōru Nakamura    | Fabian Oscar Wien |
| Hazuki Sakurai        | Yasuko Matsuyuki | Carmen Katt       |
| Takada                | Kazuki Ōtomo     | David Kunze       |
| Mikiko                | Fumino Kimura    | Hannah Prasse     |